# Marcin Kania
Marcin Kania (ur. 14 lutego 1996 w Krakowie) – polski siatkarz, grający na pozycji środkowego.
Brał udział na Mistrzostwach Świata U-23 w 2017 roku.

## Sukcesy klubowe

### młodzieżowe
Młoda Liga:
- 2015